# Gaspé
Gaspé, mi'kmaq Gespe'g, är en stad (kommun av typen ville) och tätort (centre de population) på Gaspéhalvöns östra udde i den kanadensiska provinsen Québec. Gaspé hade 15 063 invånare vid folkräkningen 2021, varav 2 803 i tätorten.
Det var vid Gaspé som den franske upptäcktsresanden Jacques Cartier steg i land den 24 juli 1534 och gjorde anspråk på området för Frans I av Frankrikes räkning – grundandet av Nya Frankrike, det som skulle bli komma att bli Kanada.
I Gaspé ligger Forillons nationalpark.

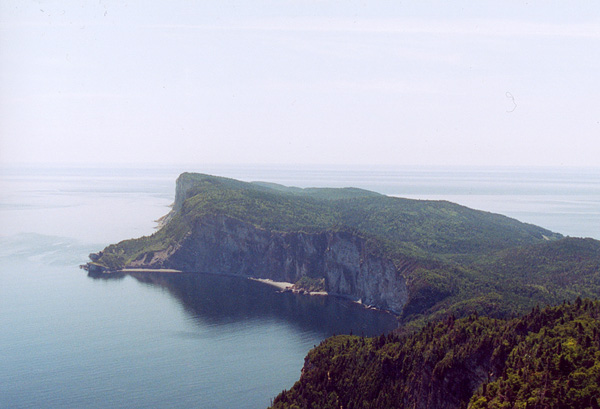
Kap Gaspé i Gaspé.

Kommunen skapades som bykommun (village) 1855 och bytte kommuntyp till stad (ville) 1959. År 1971 utökades kommunen genom att kommunerna Baie-de-Gaspé-Nord, Baie-de-Gaspé-Sud, Douglas, Grande-Grève, Haldimand, L'Anse-aux-Griffons, Rivière-au-Renard, Saint-Alban-du-Cap-des-Rosiers, Saint-Majorique, Saint-Maurice och York slogs samman med Gaspé.
Vid Gaspés flygplats finns en väderstation. Där är årsmedeltemperaturen 3,1 °C. Den varmaste månaden är juli med medeltemperaturen 16,8 °C, den kallaste är januari med −11,6 °C. Genomsnittlig årsnederbörd är 1135 millimeter.